# Омиадзе, Александр Асланович
Александр Асланович Омиа́дзе (1904—1972) — советский грузинский актёр. Народный артист Грузинской ССР (1958).

## Биография
Родился 8 (21 августа) 1904 года (по другим данным — 1902 года) в селении Чибреви (ныне Онский муниципалитет, Грузия). В 1923 году окончил Хашурскую гимназию. В 1923—1924 годах учился на физико-математическом факультете Тифлисского университета. В 1924—1926 годах служил в РККА. В 1926—1932 годах актёр железнодорожного Рабочего театра в Хашури. С 1932 года актёр Кутаисского театра (с 1935 года — Тбилисский академический театр имени К. Марджанишвили). Работал на грузинском радио и в детских передачах. Член СК СССР (31.5.1966).
Ушёл из жизни 27 июля 1972 года в Тбилиси.

## Фильмография
- 1939 — Запоздалый жених — Сандро
- 1942 — Георгий Саакадзе — князь Зураб Эристави
- 1943 — Он ещё вернётся — отец Манан
- 1946 — Давид Гурамишвили — Вахтанг VI
- 1948 — Кето и Котэ — князь
- 1950 — Весна в Сакене — Екуп
- 1951 — Высокое напряжение — машинист Беридзе
- 1954 — Стрекоза — Георгий Перадзе
- 1954 — Они спустились с гор — Михаил Ираклиевич, директор школы
- 1955 — Лурджа Магданы — дед Гиго
- 1956 — Заноза — старый архитектор
- 1957 — Я скажу правду — прокурор
- 1957 — Судьба женщины — Андро Ахатнели
- 1957 — Отарова вдова — чабан
- 1959 — Цветок на снегу — профессор Гигаури
- 1960 — Прерванная песня — Мамука Геловани
- 1961 — Рассказ нищего — Пепия
- 1961 — Под одним небом — эпизод
- 1964 — Закон гор — старый мохевец
- 1965 — Я вижу солнце — Виссарион; Чрезвычайное поручение — Филипп
- 1966 — Листопад — Вахтанг, главный технолог
- 1966 — Абессалом и Этери — царь Абио
- 1968 — Тариэл Голуа — Тариэл Голуа

## Награды и премии
- заслуженный артист Грузинской ССР (1943)
- народный артист Грузинской ССР (17.4.1958)
- Сталинская премия второй степени (1952) — за исполнение роли Иасе в спектакле «Его звезда» И. О. Мосашвили на сцене ГрАДТ имени К. А. Марджанишвили
- орден Трудового Красного Знамени (24.2.1946)
- орден «Знак Почёта» (10.11.1950)[1]